# Плеші (Бузеу)
Плеші (рум. Pleși) — село у повіті Бузеу в Румунії. Входить до складу комуни Бісока.
Село розташоване на відстані 135 км на північ від Бухареста, 49 км на північ від Бузеу, 106 км на захід від Галаца, 84 км на схід від Брашова.

## Населення
За даними перепису населення 2002 року у селі проживали 490 осіб, усі — румуни. Усі жителі села рідною мовою назвали румунську.